# Рукавичка (мультфільм, 1996)
«Рукавичка» — український анімаційний фільм 1996 року студії Укранімафільм, автор сценарію та режисер - Наталя Марченкова.

## Сюжет
Одного разу зимовою порою лісом пробігала сіра мишка. Вона змерзла, тому дуже зраділа загубленій кимось рукавичці. Забралася всередину, зігрілася, аж раптом почула, як хтось ще проситься в рукавичку. Виявилося, що рукавичку відвідають багато інших звірів, які хочуть погрітися.

## Над фільмом працювали
- Автор сценарію та режисер: Наталя Марченкова;
- Художник-постановник: Микола Ткаченко;
- Композитор: Марія Портнікова;
- Оператор: Ірина Сергєєва (в титрах І. Сергеєва);
- Звукооператор: Леонід Мороз;
- Художники-аніматори: Людмила Ткачикова, Олександра Ільменська (у титрах А. Ільменська), Євгенія Ільменська, Павло Приходько, Людмила Вознюк, Микола Левченко, Степан Коваль, Сахалтуєв Адріан, К. Холодкевич, Юрій Марченко, Микола Ткаченко, Наталя Марченкова;
- Асистенти: К. Свиридовська, Л. Бурланенко, Валерій Козаренко, Віра Боженок;
- Монтаж: Юна Срібницька;
- Редактор: Світлана Куценко;
- Директор фільму: В'ячеслав Кілінський (у титрах В. Килинський).

### Співають
- Марія Портнікова;
- Наталя Марченкова;
- Наталя Рибалка.